# Tåme
Tåme är en bebyggelse i Byske socken i nordöstra delen av Skellefteå kommun. Tåme ligger cirka 7 kilometer nordost om Byske. Här finns Tåme skjutfält
SCB räknade Tåme som en småort vid den första avgränsningen år 1990. Då omfattade småorten 19 hektar och hade 55 invånare. Till nästa avgränsning 1995 hade befolkningen minskat till 52 personer och till avgränsningen efter det var befolkningen i Tåme färre än 50 personer och området räknas därför inte längre som småort.